# بروین (ایلینوی)
بروین، ایلینوی (به انگلیسی: Berwyn, Illinois) یک شهر در ایالات متحده آمریکا با جمعیت ۵۶٬۸۰۰ نفر است که در ایلی‌نوی واقع شده‌است.